# Dinocrate di Siracusa
Dinocrate (in greco antico: Δεινοκράτης?; Siracusa, IV secolo a.C. – III secolo a.C.) è stato un condottiero siceliota divenuto capo-fazione dei democratici di Siracusa durante la guerra civile della pentapolis sviluppatasi sotto la tirannide di Agatocle.

## Biografia
Dinocrate era un amico d'infanzia di Agatocle, per questo motivo venne risparmiato quando il tiranno fece trucidare la fazione oligarchica di Siracusa nel 316 a.C., durante la prima fase della guerra civile siracusana. In seguito strinse alleanza con le altre poleis che facevano resistenza ad Agatocle, come Agrigento e Messana (principali luoghi di rifugio per gli esiliati da Siracusa) e con Cartagine. Tuttavia quando Agatocle portò la guerra in Africa Dinocrate decise di sciogliere tale alleanza con i Punici e di combattere solamente con la sua fazione la tirannide agatoclea.
Dinocrate superò ad un certo punto per numero di soldati le forze di Agatocle ed ebbe l'occasione di mettere fine alla tirannide, che nel frattempo era divenuta una basileia, poiché ricevette la resa di Agatocle, il quale gli consegnava Siracusa e la gran parte della Sicilia, tenendo per sé solamente le due fortezze di Terme e Cefalù. Ma Dinocrate rifiutò la resa e così Agatocle fu costretto a rivolgersi a Cartagine, che rappresentava l'altra forza che assediava il basileus. In quei frangenti Dinocrate venne accusato da Agatocle di essere il solo responsabile della mancata indipendenza dei Sicelioti.
Infine Agatocle e Dinocrate nel 306 a.C. vennero allo scontro e le forze oligarchiche vennero definitivamente sconfitte da quelle agatoclee. Tuttavia, se pur sconfitto, a Dinocrate venne risparmiata la vita per ordine di Agatocle, il quale riuscì a condurlo dalla sua parte e a farlo combattere per la sua causa. Dinocrate passò i due anni successivi a combattere contro gli oligarchici, dei quali era stato fino a poco tempo prima il condottiero. Consegnò ad Agatocle le ultime città siciliane che ancora si opponevano al potere siracusano; tra le città greche solamente Agrigento, ben protetta dai Cartaginesi, rimase fuori dal regno di Agatocle.